# 日本感染症学会
一般社団法人日本感染症学会（にほんかんせんしょうがっかい、英語: The Japanese Association for Infectious Diseases）は、日本における感染症に関わる調査・研究を行っている学術団体であり、学会員8,000人以上を抱える日本の主要学会の一つ。感染症に関する研究・論文・人材育成など幅広い活動を行っている。感染症専門医の認定機関でもある。
母体は1926年に二木謙三らにより設立された日本伝染病学会である。ICD制度協議会加盟学会所属、元文部科学省所管。
近接学術団体として、日本環境感染学会があり、当学会と両方所属している学会員も多い。こちらの学会は、より臨床現場に近い環境中での調査・研究をおこなっている。

## 総会
- 年1回
- 地方会あり（東日本地方会、中日本地方会、西日本地方会）

## 学会誌
- 「感染症学雑誌」奇数月発行（ISSN：0387-5911）（国立国会図書館請求番号Z19-193）
- 「Journal of Infection and Chemotherapy」（日本化学療法学会との共同出版英文雑誌）
  - 学会HPにて近年論文を無料購読することができる。

## 専門医認定
- 感染症専門医
- インフェクションコントロールドクター（ICD；infection control doctor）

## 学会賞
- 二木賞
- 北里柴三郎記念学術奨励賞
- JIC賞

## 入会
- 一般会員・団体会員 - 年額8千円